# Santa Margarida de Montbui
Santa Margarida de Montbui – gmina w Hiszpanii, w prowincji Barcelona, w Katalonii, o powierzchni 27,7 km². W 2011 roku gmina liczyła 9689 mieszkańców.